# Söderby, Österhaninge distrikt
För andra betydelser, se Söderby.
Söderby är ett bostadsområde i kommundelen Handen i Haninge kommun beläget mellan Torfastleden, Gudöbroleden och Nynäsvägen, söder om Norrby och väster om Vendelsömalm och ingår i tätorten Stockholm. Söderby utgör ett valdistrikt, Haninge 3, med 1 406 röstberättigade i valet (2010) till kommunfullmäktige.

## Beskrivning
Bostadshusen i Söderby, som är uppförda på avstyckad mark från Söderby gård, började byggas i slutet på 1970-talet och består mest av tätt belägna radhus. Söderbys huvudbyggnad förstördes redan år 1750 av en brand och återuppbyggdes aldrig. Några flygelbyggnader finns kvar kring gårdstunet med den bevarade allén. Södra flygeln fungerade som mangårdsbyggnad efter att huvudbyggnaden försvann.
I områdets södra del ligger stormarknaden ICA-Maxi, samt ett bildelsvaruhus och i nordost finns en större matbutik i anslutning till Gudöbroleden. Även Port 73 utmed Riksväg 73 är anlagd inom Söderby. I mittersta västra bostadsområdet ligger tidigare Båtsmansskolan.

## Postort
Från den 7 mars 2011 blev Söderby en egen postort (tidigare Haninge) med postnumret 136 65.

## Bilder

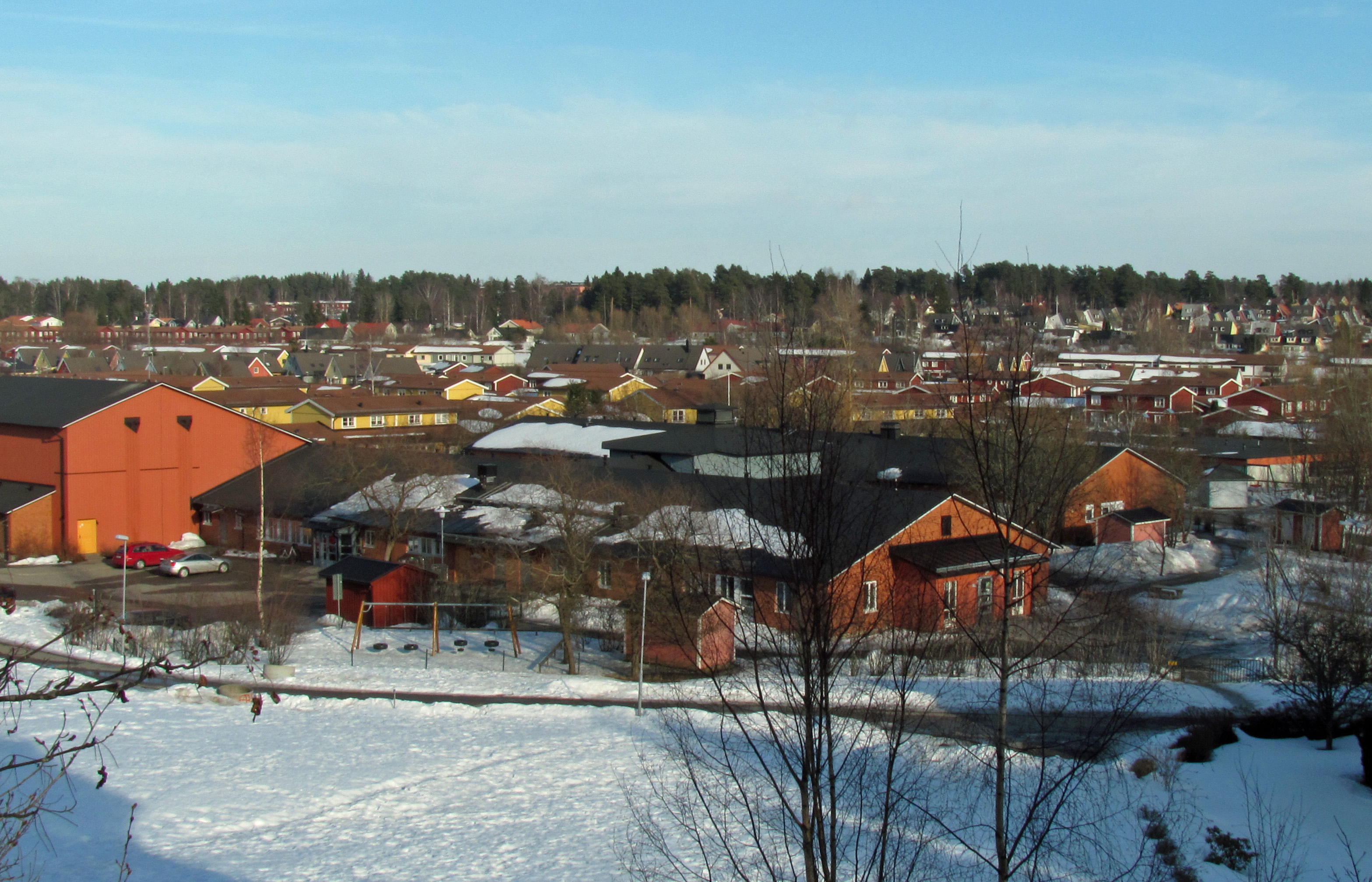
Södra delen av Söderby. Vy åt öster. Närmast syns Båtsmansskolan och längst bort, på andra sidan Gudöbroleden, syns radhusområden i Vendelsömalm
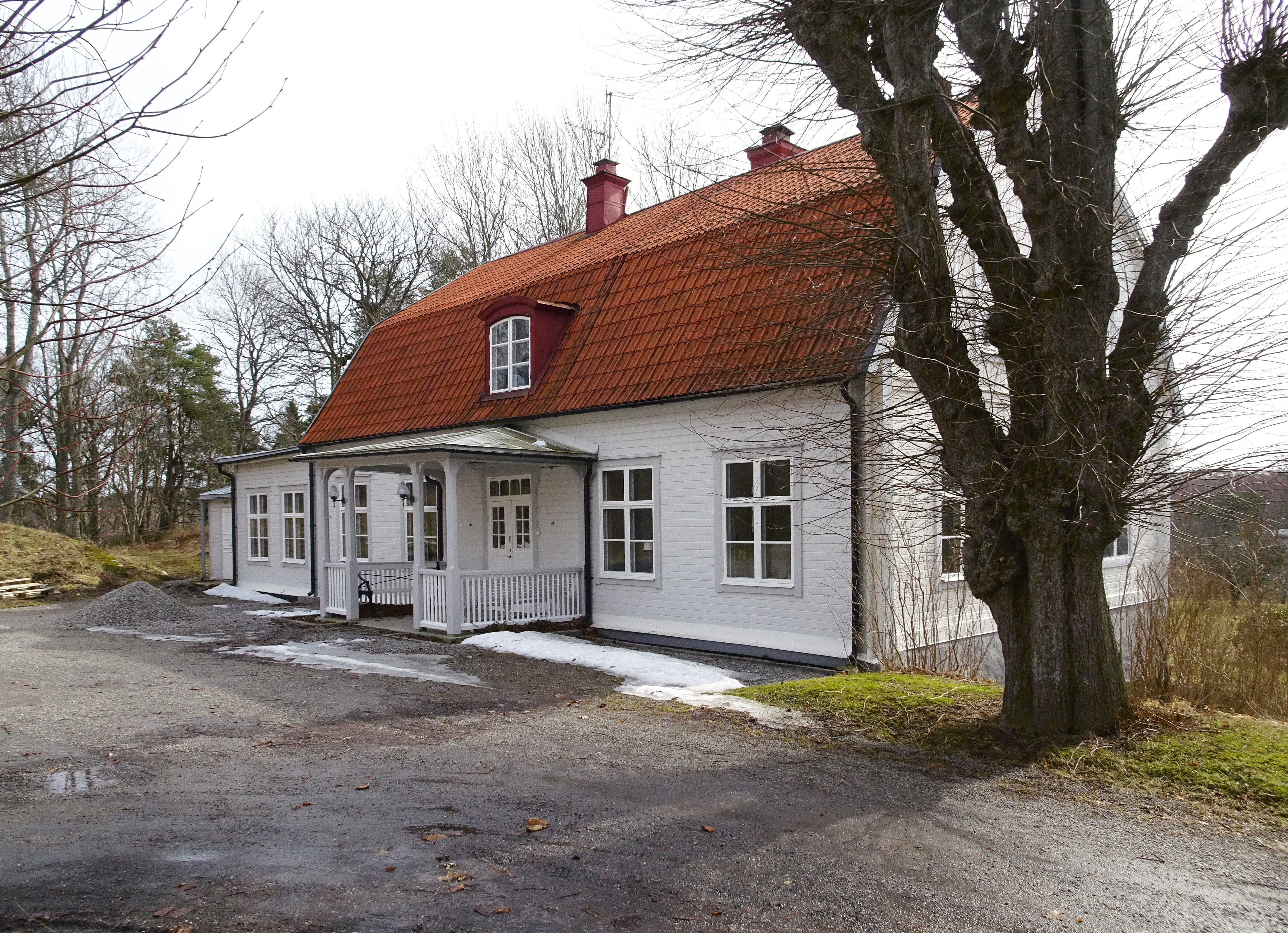
Söderby gårds huvudbyggnad (södra flygeln).
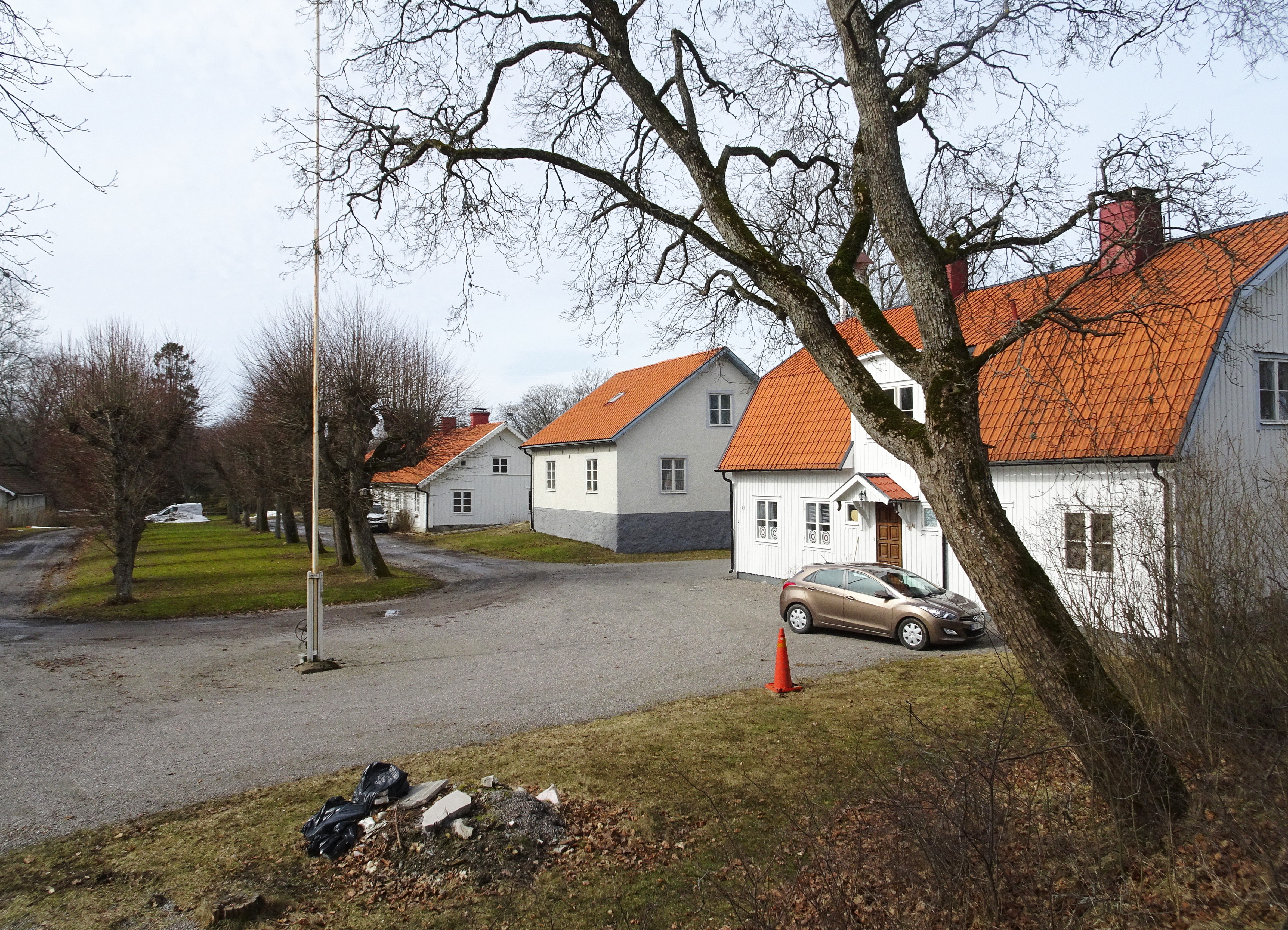
Söderbys gårdsplan med norra flygglarna.
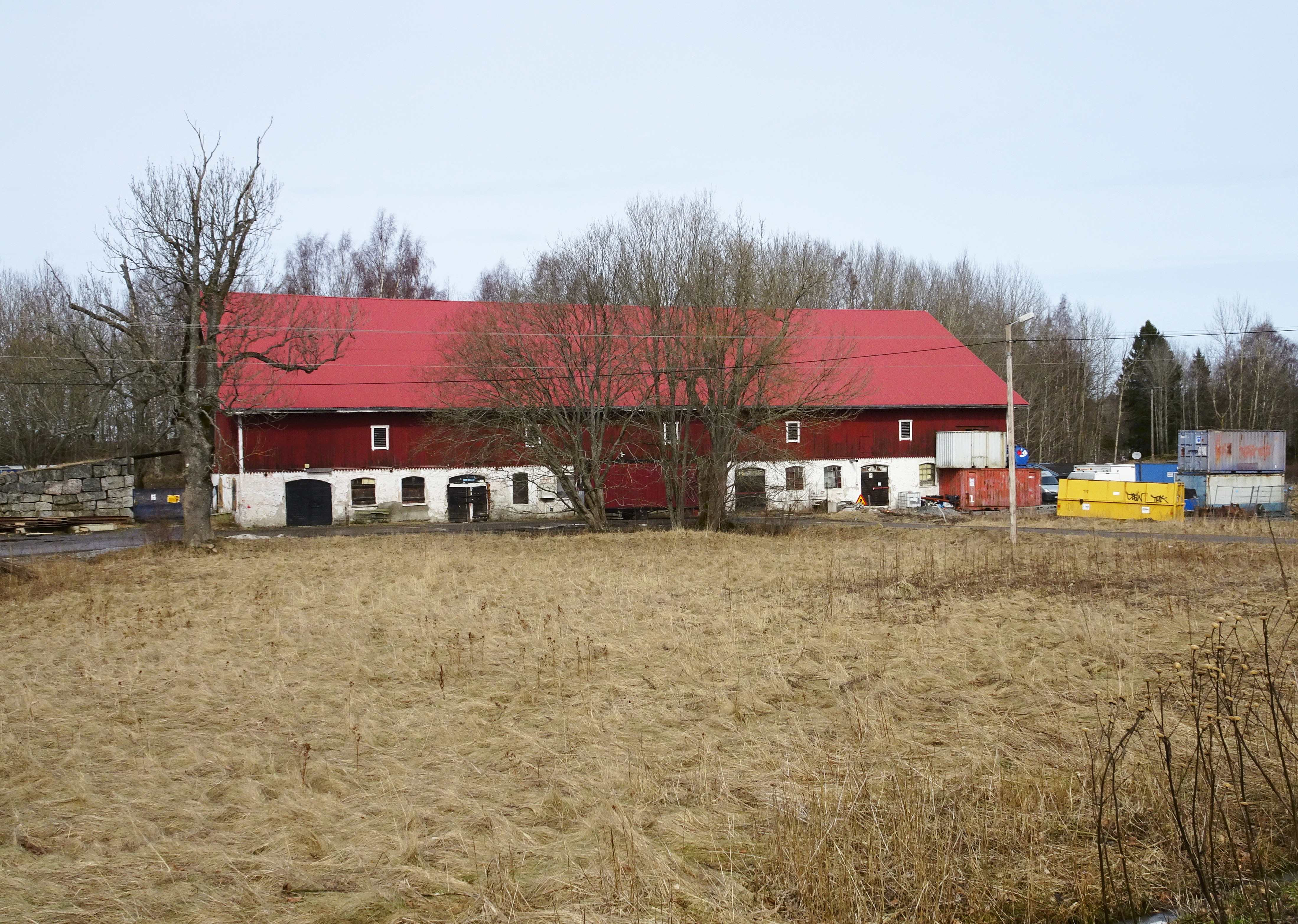
Söderby gårds lada norr om gården